# Дионисиос Арбузис
Дионисиос Арбузис (на гръцки: Διονύσιος Αρμπούζης) е гръцки политик и офицер, участвал във Втората световна война, Гражданската война в Гърция и Корейската война..

## Биография
Завършва Военната гръцка академия и участва в Итало-гръцката война, Битката за Гърция и в Гръцката гражданска война. Отделно е командир на гръцкия експедиционен корпус в Корея по време на Корейската война. През 1960 г. като полковник става командир на гръцките сили в Кипър, а през 1965-1966 като генерал-майор е командир на Гръцката военна академия.
По време на преврата от 21 април 1967 г. е втори заместник-началник на Генералния щаб. Тогава е арестуван и уволнен от армията. През август 1974 г. след падането на военната хунта е отново мобилизиран и направен генерал и командващ въоръжените сили. Остава на този пост до 1976 г.
В периода 21 октомври – 28 ноември 1977 г. е министър на Северна Гърция в правителството на Костас Караманлис.